# Tennis in the Land 2024
Tennis in the Land 2024, oficiálně Tennis in the Land powered by Rocket Mortgage 2024,  byl tenisový turnaj na ženském profesionálním okruhu WTA Tour hraný v okolí Jacobs Pavilion.  Čtvrtý ročník Tennis in the Land probíhal mezi 19. a 24. srpnem 2024 v ohijském Clevelandu na otevřených tvrdých dvorcích.
Turnaj dotovaný 267 082 dolary patřil do kategorie WTA 250. Jednalo se o poslední díl ženské poloviny letní US Open Series, závěrečnou generálku newyorského grandslamu US Open. Nejvýše nasazenou singlistkou se stala dvacátá třetí tenistka světa Beatriz Haddad Maiová z Brazílie, která skončila jako poražená finalistka. Jako poslední přímá účastnice do dvouhry nastoupila – v týdnu konání turnaje – japonská 59. hráčka žebříčku Mojuka Učidžimová. V důsledku invaze Ruska na Ukrajinu na konci února 2022 řídící organizace tenisu ATP, WTA a ITF s grandslamy rozhodly, že ruští a běloruští tenisté mohli dále na okruzích startovat, ale do odvolání nikoli pod vlajkami Ruska a Běloruska.
První titul na okruhu WTA Tour vyhrála ve dvouhře 25letá Američanka McCartney Kesslerová znamenající žebříčkový debut v Top 80 i 70. Čtyřhru ovládly Španělka Cristina Bucșová s Číňankou Sü I-fan, které získaly první společnou trofej.

## Rozdělení bodů a finančních odměn

### Rozdělení bodů
| Soutěž  | Soutěž      | vítězové | finalisté | semifinalisté | čtvrtfinalisté | 16 v kole | 32 v kole | Q  | Q2 | Q1 |
| ------- | ----------- | -------- | --------- | ------------- | -------------- | --------- | --------- | -- | -- | -- |
| dvouhra | [ 1 ] [ 6 ] | 250      | 163       | 98            | 54             | 30        | 1         | 18 | 12 | 1  |
| čtyřhra | [ 7 ]       | 250      | 163       | 98            | 54             | 1         | —         | —  | —  | —  |

### Finanční odměny
| Soutěž                                | Soutěž      | vítězové | finalisté | semifinalisté | čtvrtfinalisté | 16 v kole | 32 v kole | Q2      | Q1      |
| ------------------------------------- | ----------- | -------- | --------- | ------------- | -------------- | --------- | --------- | ------- | ------- |
| dvouhra                               | [ 1 ] [ 6 ] | 35 250 $ | 20 830 $  | 11 610 $      | 6 608 $        | 4 350 $   | 3 020 $   | 2 470 $ | 1 870 $ |
| čtyřhra                               | [ 7 ]       | 12 820 $ | 7 210 $   | 4 140 $       | 2 470 $        | 1 900 $   | —         | —       | —       |
| částky ve čtyřhře jsou uvedeny na pár |             |          |           |               |                |           |           |         |         |

## Ženská dvouhra

### Nasazení
| Stát                           | Hráčka                | WTA | Nasazení |
| ------------------------------ | --------------------- | --- | -------- |
| Brazílie                       | Beatriz Haddad Maiová | 22. | 1.       |
| Kanada                         | Leylah Fernandezová   | 26. | 2.       |
| Česko                          | Kateřina Siniaková    | 38. | 3.       |
| Čína                           | Wang Sin-jü           | 41. | 4.       |
|                                | Anastasija Potapovová | 44. | 5.       |
| USA                            | Peyton Stearnsová     | 46. | 6.       |
| Bulharsko                      | Viktorija Tomovová    | 50. | 7.       |
| USA                            | Sofia Keninová        | 56. | 8.       |
| Žebříček WTA ke 12. srpnu 2024 |                       |     |          |

### Jiné formy účasti
Následující hráčky obdržely divokou kartu do hlavní soutěže:
- Lauren Davisová
- McCartney Kesslerová
- Katrina Scottová

Následující hráčky postoupily z kvalifikace:
- Ana Bogdanová
- Jéssica Bouzasová Maneirová
- Viktorija Golubicová
- Sajaka Išiiová

Následující hráčky postoupily z kvalifikace jako šťastné poražené:
- Elvina Kalievová
- Greet Minnenová

### Odhlášení
před zahájením turnaje
- Bernarda Peraová → nahradila ji  Elvina Kalievová
- Ljudmila Samsonovová → nahradila ji  Greet Minnenová

### Nasazení
| Stát                                                                       | Hráčka           | Stát     | Hráčka        | WTA  | Nasazení |
| -------------------------------------------------------------------------- | ---------------- | -------- | ------------- | ---- | -------- |
| Čínská Tchaj-pej                                                           | Čan Chao-čching  | Japonsko | Miju Katová   | 55.  | 1.       |
| Španělsko                                                                  | Cristina Bucșová | Čína     | Sü I-fan      | 70.  | 2.       |
| Japonsko                                                                   | Šúko Aojamová    | Japonsko | Eri Hozumiová | 96.  | 3.       |
| Čína                                                                       | Wang Sin-jü      | Čína     | Čeng Saj-saj  | 102. | 4.       |
| Žebříček WTA ke 12. srpnu 2024; číslo je součtem umístění obou členek páru |                  |          |               |      |          |

### Jiné formy účasti
Následující páry získaly do soutěže divokou kartu:
- Eudice Chongová /  Katrina Scottová
- Bianca Fernandezová /  Leylah Fernandezová

## Přehled finále

### Ženská dvouhra
- McCartney Kesslerová vs.  Beatriz Haddad Maiová, 1–6, 6–1, 7–5

### Ženská čtyřhra
- Cristina Bucșová /  Sü I-fan vs.  Šúko Aojamová /  Eri Hozumiová 3–6, 6–3, [10–6]